# Erebia hispanica
Erebia hispanica är en fjärilsart som beskrevs av Chapman 1905. Erebia hispanica ingår i släktet Erebia och familjen praktfjärilar. Inga underarter finns listade i Catalogue of Life.